# إلكه كارستن
إلكه كارستن (بالإسبانية: Elke Karsten) مواليد 15 مايو 1995 في كويلمس، الأرجنتين، هي لاعبة كرة يد أرجنتينية تلعب كوسط مدافع. تلعب حاليا مع فريق كيلمس لكرة اليد. مثلت منتخب الأرجنتين لكرة اليد للسيدات. شاركت في دورة الألعاب الأولمبية الصيفية سنة 2016. حققت المركز الثاني في دورة الألعاب الأمريكية 2015.

## سجل المنافسة
شاركت في البطولات التالية:
- الألعاب الأولمبية الصيفية 2016
- بطولة العالم لكرة اليد للسيدات 2013
- بطولة العالم لكرة اليد للسيدات 2015

## الميداليات
| الميدالية | المسابقة                    |
| --------- | --------------------------- |
| فضية      | دورة الألعاب الأمريكية 2015 |

## روابط خارجية
- إلكه كارستن على موقع الاتحاد الأوروبي لكرة اليد (الإنجليزية)
- إلكه كارستن على موقع الدوري الفرنسي لكرة اليد للسيدات (الفرنسية)
- إلكه كارستن على موقع أوليمبيديا (الإنجليزية)
- إلكه كارستن على موقع اللجنة الأولمبية الأرجنتينية (الإسبانية)